# Łagów (gromada w powiecie świebodzińskim)
Łagów – dawna gromada, czyli najmniejsza jednostka podziału terytorialnego Polskiej Rzeczypospolitej Ludowej w latach 1954–1972.
Gromady, z gromadzkimi radami narodowymi (GRN) jako organami władzy najniższego stopnia na wsi, funkcjonowały od reformy reorganizującej administrację wiejską przeprowadzonej jesienią 1954 do momentu ich zniesienia z dniem 1 stycznia 1973, tym samym wypierając organizację gminną w latach 1954–1972.
Gromadę Łagów z siedzibą GRN w Łagowie utworzono – jako jedną z 8759 gromad na obszarze Polski – w powiecie sulęcińskim w woj. zielonogórskim na mocy uchwały nr V/24/54 WRN w Zielonej Górze z dnia 5 października 1954. W skład jednostki weszły obszary dotychczasowych gromad Łagów, Gronów, Jemiołów, Łagówek i Żelechów ze zniesionej gminy Łagów w tymże powiecie.
1 stycznia 1955 gromadę włączono do powiatu świebodzińskiego w tymże województwie, gdzie ustalono dla niej 23 członków gromadzkiej rady narodowej.
1 stycznia 1958 do gromady Łagów włączono wieś Sieniawa ze zniesionej gromady Sieniawa w tymże powiecie.
Gromada przetrwała do końca 1972 roku, czyli do kolejnej reformy gminnej. 1 stycznia 1973 – tym razem w powiecie świebodzińskim – reaktywowano gminę Łagów.